# San Francisco Tecoxpa
San Francisco Tecoxpa är en ort i Mexiko.   Den ligger i kommunen Milpa Alta och delstaten Distrito Federal, i den sydöstra delen av landet, 29 km söder om huvudstaden Mexico City. San Francisco Tecoxpa ligger 2 377 meter över havet och antalet invånare är 11 456.
Terrängen runt San Francisco Tecoxpa är huvudsakligen kuperad, men åt nordost är den platt. Runt San Francisco Tecoxpa är det tätbefolkat, med 411 invånare per kvadratkilometer. Närmaste större samhälle är Iztapalapa, 19,5 km norr om San Francisco Tecoxpa. Trakten runt San Francisco Tecoxpa består till största delen av jordbruksmark.